# 乃木坂46 真夏の全国ツアー2017 FINAL! IN TOKYO DOME

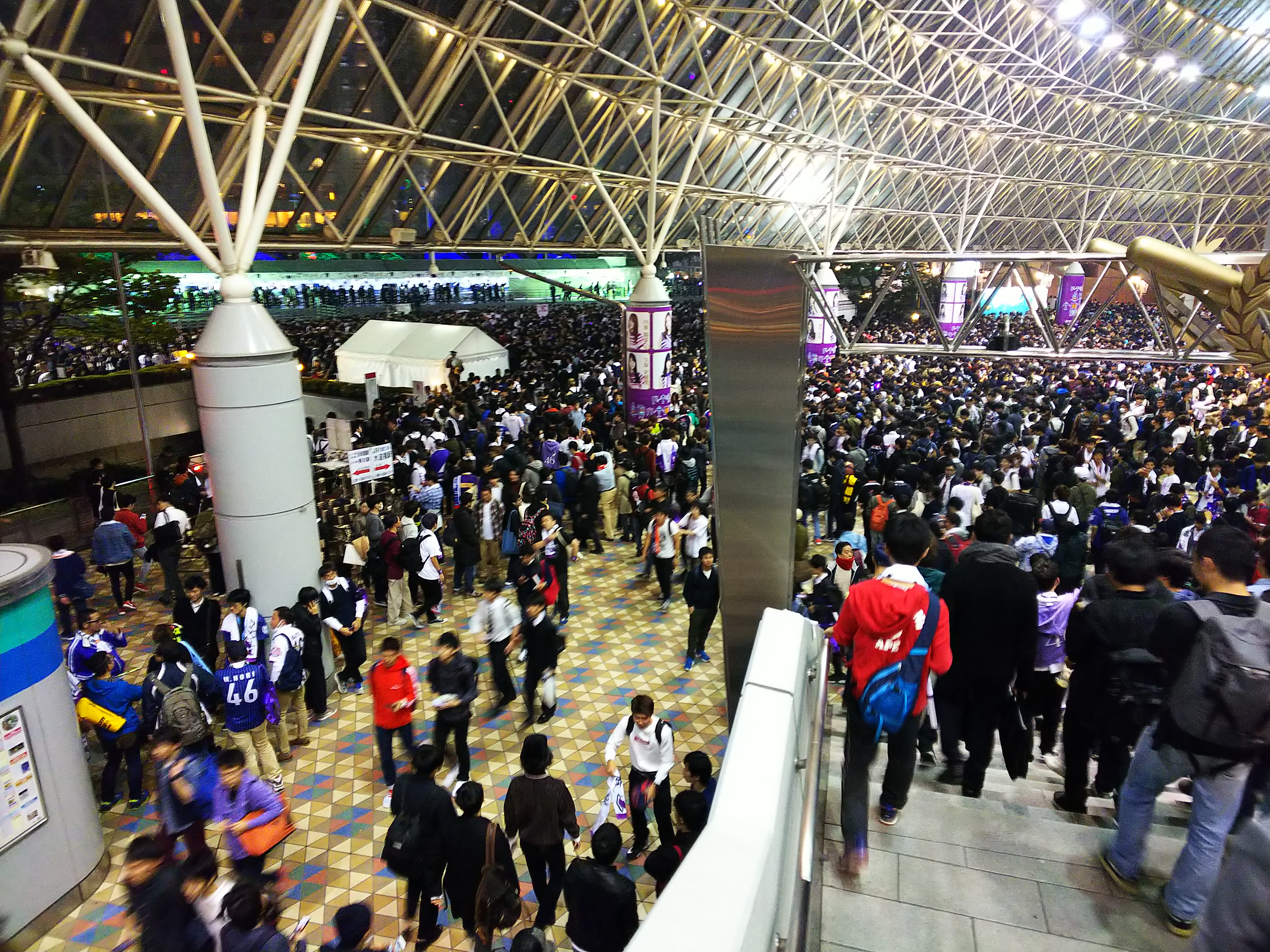
会場外の様子

『乃木坂46 真夏の全国ツアー2017 FINAL! IN TOKYO DOME』（のぎざかフォーティーシックス マナツノゼンコクツアー2017 ファイナル! イン トウキョウ ドーム）は、女性アイドルグループ乃木坂46が2017年11月7日から8日にかけて日本の東京都・東京ドームで開催した乃木坂46真夏の全国ツアー2017のファイナル公演、2018年7月11日にDVD・Blu-rayを発売。

## 背景とリリース
乃木坂46による、自身初となる東京ドームでの公演で、『真夏の全国ツアー2017』（14公演、のべ18万人動員）のファイナルとして、2017年11月7日、8日に行われた。
公演の2日間で、トータル10万人を動員したこの公演では、この年の年末をもってグループを卒業した1期生の中元日芽香・伊藤万理華らの最後のライブとなり、アンコールでは伊藤万理華をセンターにして 『きっかけ』を歌った。 
デビューから東京ドームでの初公演までの期間は、“公式ライバル”であるAKB48（2006年2月 デビュー ）の7年目にあたる2012年8月に行われた初公演までの記録を抜いた。 また、国内出身の女性アーティストで5万人以上の東京ドーム公演を開催したのは過去3年ではAKB48、μ's、BABYMETAL、水樹奈々、西野カナの5組のみである（当時）。 
本作は、上記のライブの模様を収録しているほか、「完全生産限定盤」には、リハーサル時から本番までメンバーに密着したメイキング映像「Making of Live in 東京ドーム」、警備員のエキストラと共にオープニングを飾った「DAY2オープニング」映像が特典映像として完全収録（本編「制服のマネキン」にはDAY1を収録）。さらに、各楽曲のライブ写真で制作したポストカード、各メンバーのソロカットで制作したトレーディングカードが封入される。
後日12月2日放送の『AKB48 SHOW!』（NHK BSプレミアム）において、HKT48の矢吹奈子・田中美久、AKB48チーム8の佐藤栞・小田えりなが特派員として、ライブを伝える模様が放送された。

## 収録トラック

### 完全生産限定版
Blu-ray（DISC 1、DISC 2）
DVD（DISC 1、DISC 2、DISC 3）

#### Blu-ray
| 歌詞のない「OVERTURE」を除く全作詞: 秋元康。 |                                        |        |                        |                        |
| #                                            | タイトル                               | 作詞   | 作曲                   | 編曲                   |
| 1.                                           | 「OVERTURE」                           | 秋元康 | 京田誠一               | 京田誠一               |
| 2.                                           | 「制服のマネキン」                     | 秋元康 | 杉山勝彦               | 百石元                 |
| 3.                                           | 「世界で一番 孤独なLover」             | 秋元康 | 河原嶺旭               | 百石元                 |
| 4.                                           | 「夏のFree&Easy」                      | 秋元康 | 井上トモノリ           | 橋本幸太               |
| 5.                                           | 「裸足でSummer」                       | 秋元康 | 福森秀敏               | APAZZI                 |
| 6.                                           | 「太陽ノック」                         | 秋元康 | 黒須克彦               | 長田直之               |
| 7.                                           | 「ぐるぐるカーテン」                   | 秋元康 | 黒須克彦               | 湯浅篤                 |
| 8.                                           | 「バレッタ」                           | 秋元康 | サイトウヨシヒロ       | 若田部誠               |
| 9.                                           | 「三番目の風」                         | 秋元康 | 丸谷マナブ             | 丸谷マナブ             |
| 10.                                          | 「思い出ファースト」                   | 秋元康 | ミサマサカリヲ         | 遠藤ナオキ             |
| 11.                                          | 「他の星から」                         | 秋元康 | Sugaya Bros.、松村PONY | Sugaya Bros.           |
| 12.                                          | 「でこぴん」                           | 秋元康 | 中土智博               | 中土智博               |
| 13.                                          | 「あらかじめ語られるロマンス」         | 秋元康 | SoichiroK、Nozomu.S    | SoichiroK、Nozomu.S    |
| 14.                                          | 「ダンケシェーン」                     | 秋元康 | Akira Sunset、C#       | Akira Sunset、C#       |
| 15.                                          | 「ハウス!」                            | 秋元康 | y@suo ohtani           | y@suo ohtani           |
| 16.                                          | 「ここにいる理由」                     | 秋元康 | 長谷川湊               | Carlos K.              |
| 17.                                          | 「あの日 僕は咄嗟に嘘をついた」        | 秋元康 | 三輪智也               | 京田誠一               |
| 18.                                          | 「君は僕と会わない方がよかったのかな」 | 秋元康 | Akira Sunset、ha-j     | Akira Sunset、ha-j     |
| 19.                                          | 「生まれたままで」                     | 秋元康 | 田中俊亮               | 鈴木裕明               |
| 20.                                          | 「アンダー」                           | 秋元康 | 白土亨                 | 遠藤ナオキ             |
| 21.                                          | 「My rule」                            | 秋元康 | 藤田卓也               | 藤田卓也               |
| 22.                                          | 「命は美しい」                         | 秋元康 | Hiroki Sagawa          | Hiroki Sagawa          |
| 23.                                          | 「逃げ水」                             | 秋元康 | 谷村庸平               | 谷村庸平               |
| 24.                                          | 「インフルエンサー」                   | 秋元康 | すみだしんや           | APAZZI                 |
| 25.                                          | 「君の名は希望」                       | 秋元康 | 杉山勝彦               | 杉山勝彦、有木竜郎     |
| 26.                                          | 「何度目の青空か?」                    | 秋元康 | 川浦正大               | 百石元                 |
| 27.                                          | 「いつかできるから今日できる」         | 秋元康 | Akira Sunset、京田誠一 | 京田誠一、Akira Sunset |
| 28.                                          | 「おいでシャンプー」                   | 秋元康 | 小田切大               | TATOO                  |
| 29.                                          | 「ロマンスのスタート」                 | 秋元康 | 押田誠                 | 佐々木聡作、押田誠     |
| 30.                                          | 「ガールズルール」                     | 秋元康 | 後藤康二               | 後藤康二               |
| 31.                                          | 「設定温度」                           | 秋元康 | 石井亮輔               | APAZZI                 |
| 32.                                          | 「乃木坂の詩」                         | 秋元康 | 井手コウジ             | 井手コウジ             |
| 33.                                          | 「きっかけ」                           | 秋元康 | 杉山勝彦               | 杉山勝彦、有木竜郎     |

| #  | タイトル                         | 作詞 | 作曲・編曲 |
| -- | -------------------------------- | ---- | ---------- |
| 1. | 「Making of Live in 東京ドーム」 |      |            |
| 2. | 「DAY2 オープニング」            |      |            |

#### DVD
| 歌詞のない「OVERTURE」を除く全作詞: 秋元康。 |                                        |        |                        |                     |
| #                                            | タイトル                               | 作詞   | 作曲                   | 編曲                |
| 1.                                           | 「OVERTURE」                           | 秋元康 | 京田誠一               | 京田誠一            |
| 2.                                           | 「制服のマネキン」                     | 秋元康 | 杉山勝彦               | 百石元              |
| 3.                                           | 「世界で一番 孤独なLover」             | 秋元康 | 河原嶺旭               | 百石元              |
| 4.                                           | 「夏のFree&Easy」                      | 秋元康 | 井上トモノリ           | 橋本幸太            |
| 5.                                           | 「裸足でSummer」                       | 秋元康 | 福森秀敏               | APAZZI              |
| 6.                                           | 「太陽ノック」                         | 秋元康 | 黒須克彦               | 長田直之            |
| 7.                                           | 「ぐるぐるカーテン」                   | 秋元康 | 黒須克彦               | 湯浅篤              |
| 8.                                           | 「バレッタ」                           | 秋元康 | サイトウヨシヒロ       | 若田部誠            |
| 9.                                           | 「三番目の風」                         | 秋元康 | 丸谷マナブ             | 丸谷マナブ          |
| 10.                                          | 「思い出ファースト」                   | 秋元康 | ミサマサカリヲ         | 遠藤ナオキ          |
| 11.                                          | 「他の星から」                         | 秋元康 | Sugaya Bros.、松村PONY | Sugaya Bros.        |
| 12.                                          | 「でこぴん」                           | 秋元康 | 中土智博               | 中土智博            |
| 13.                                          | 「あらかじめ語られるロマンス」         | 秋元康 | SoichiroK、Nozomu.S    | SoichiroK、Nozomu.S |
| 14.                                          | 「ダンケシェーン」                     | 秋元康 | Akira Sunset、C#       | Akira Sunset、C#    |
| 15.                                          | 「ハウス!」                            | 秋元康 | y@suo ohtani           | y@suo ohtani        |
| 16.                                          | 「ここにいる理由」                     | 秋元康 | 長谷川湊               | Carlos K.           |
| 17.                                          | 「あの日 僕は咄嗟に嘘をついた」        | 秋元康 | 三輪智也               | 京田誠一            |
| 18.                                          | 「君は僕と会わない方がよかったのかな」 | 秋元康 | Akira Sunset、ha-j     | Akira Sunset、ha-j  |
| 19.                                          | 「生まれたままで」                     | 秋元康 | 田中俊亮               | 鈴木裕明            |
| 20.                                          | 「アンダー」                           | 秋元康 | 白土亨                 | 遠藤ナオキ          |
| 21.                                          | 「My rule」                            | 秋元康 | 藤田卓也               | 藤田卓也            |

| 全作詞: 秋元康。 |                                |        |                        |                        |
| #                | タイトル                       | 作詞   | 作曲                   | 編曲                   |
| 1.               | 「命は美しい」                 | 秋元康 | Hiroki Sagawa          | Hiroki Sagawa          |
| 2.               | 「逃げ水」                     | 秋元康 | 谷村庸平               | 谷村庸平               |
| 3.               | 「インフルエンサー」           | 秋元康 | すみだしんや           | APAZZI                 |
| 4.               | 「君の名は希望」               | 秋元康 | 杉山勝彦               | 杉山勝彦、有木竜郎     |
| 5.               | 「何度目の青空か?」            | 秋元康 | 川浦正大               | 百石元                 |
| 6.               | 「いつかできるから今日できる」 | 秋元康 | Akira Sunset、京田誠一 | 京田誠一、Akira Sunset |
| 7.               | 「おいでシャンプー」           | 秋元康 | 小田切大               | TATOO                  |
| 8.               | 「ロマンスのスタート」         | 秋元康 | 押田誠                 | 佐々木聡作、押田誠     |
| 9.               | 「ガールズルール」             | 秋元康 | 後藤康二               | 後藤康二               |
| 10.              | 「設定温度」                   | 秋元康 | 石井亮輔               | APAZZI                 |
| 11.              | 「乃木坂の詩」                 | 秋元康 | 井手コウジ             | 井手コウジ             |
| 12.              | 「きっかけ」                   | 秋元康 | 杉山勝彦               | 杉山勝彦、有木竜郎     |

| #  | タイトル                         | 作詞 | 作曲・編曲 |
| -- | -------------------------------- | ---- | ---------- |
| 1. | 「Making of Live in 東京ドーム」 |      |            |
| 2. | 「DAY2 オープニング」            |      |            |

### 通常盤

#### Blu-ray
「完全生産限定盤」DISC 1と同内容。

#### DVD
「完全生産限定盤」DISC 1・DISC 2と同内容。

## 出演メンバー

### 乃木坂46
- 1期生：秋元真夏、生田絵梨花、生駒里奈、伊藤万理華、井上小百合、衛藤美彩、川後陽菜、川村真洋、齋藤飛鳥、斉藤優里、斎藤ちはる、桜井玲香、白石麻衣、高山一実、中田花奈、中元日芽香、西野七瀬、能條愛未、樋口日奈、星野みなみ、松村沙友理、若月佑美、和田まあや
- 2期生：伊藤かりん、伊藤純奈、北野日奈子、相楽伊織、佐々木琴子、新内眞衣、鈴木絢音、寺田蘭世、堀未央奈、山崎怜奈、渡辺みり愛
- 3期生：伊藤理々杏、岩本蓮加、梅澤美波、大園桃子、久保史緒里、阪口珠美、佐藤楓、中村麗乃、向井葉月、山下美月、吉田綾乃クリスティー、与田祐希